# 선언 명제
선언지(選言肢)는 논리학에서 선언적 판단에서 논리어 ‘또는’에 의하여 연결된 여러 개의 빈사(賓辭,빈명사)이다. ‘고래는 포유류이거나 또는 어류이다.’에서 ‘포유류’와 ‘어류’ 따위이다.
이처럼 선언지를 갖는 선언명제(選言命題)는 가언 명제와 함께 형식 논리학의 복합적 명제의 하나로서 p, q를 명제로 한다면 ‘p 또는 q’라는 형식으로 표현하는 명제인데, 그 두 가지 명제의 어느 한쪽이 참임을 주장한다. 이를테면 ‘고래는 포유류이거나 또는 어류이다.’, ‘과일 중에서 제일 맛있는 것은 사과나 배나 감 중에 하나이다.’,‘저 사람은 선하든지 악하든지 하다.’,네가 만일 정직하면 세인이 증오할 것이고, 만일 부정직하면 신이 증오할 것이다.', '너는 정직하든가 또는 부정직하다.', '너는 세인의 증오를 받든지 신의 증오를 받는다.’와 같은 것이다.

## 딜레마의 선언지
한편 선언명제는 가언명제와 함께 양도논법을 구성하는 양대 전제이다. 이때 양도논법의 형식이 딜레마을 형성하는 경우가 있다. 한편 딜레마는 양도논법의 형식을 필요조건으로 한다. 이때 딜레마의 선언 명제의 선언지들을 '딜레마의 뿔(Horn)'이라고 한다. 딜레마의 뿔은 오류에 빠진 딜레마를 해결하는 주요한 해결책이 되어준다.

## 연언명제
한편 이러한 선언명제의 선언지들은 연언(連言) 명제에서처럼 여러 개의 명제를 접속사 ‘그리고’나 그 동의어로 연결한 합성 명제와는 다르다.

## 같이 보기
- 정언명제
- 삼단논법
- 기호논리학